# Comuna Poieni, Cluj
Poieni (în maghiară Kissebes) este o comună în județul Cluj, Transilvania, România, formată din satele Bologa, Cerbești, Hodișu, Lunca Vișagului, Morlaca, Poieni (reședința), Tranișu și Valea Drăganului.
Din punct de vedere etnografic, comuna face parte din Țara Călatei (în maghiară: Kalotaszeg).

## Date geografice
Comuna se învecinează cu comuna Negreni, comuna Ciucea și județul Sălaj la nord, cu orașul Huedin și comuna Sâncraiu la est, cu comuna Săcuieu la sud și cu județul Bihor la vest.

## Demografie
Componența etnică a comunei Poieni
     Români (80,22%)
     Romi (6,25%)
     Alte etnii (0,34%)
     Necunoscută (13,19%)
Componența confesională a comunei Poieni
     Ortodocși (79,76%)
     Penticostali (3,89%)
     Alte religii (2,86%)
     Necunoscută (13,49%)
Conform recensământului efectuat în 2021, populația comunei Poieni se ridică la 4.367 de locuitori, în scădere față de recensământul anterior din 2011, când fuseseră înregistrați 4.842 de locuitori. Majoritatea locuitorilor sunt români (80,22%), cu o minoritate de romi (6,25%), iar pentru 13,19% nu se cunoaște apartenența etnică. Din punct de vedere confesional, majoritatea locuitorilor sunt ortodocși (79,76%), cu o minoritate de penticostali (3,89%), iar pentru 13,49% nu se cunoaște apartenența confesională.

## Politică și administrație
Comuna Poieni este administrată de un primar și un consiliu local compus din 13 consilieri. Primarul, Adrian-Daniel Morariu[*], de la Partidul Social Democrat, este în funcție din 1 noiembrie 2024. Începând cu alegerile locale din 2024, consiliul local are următoarea componență pe partide politice:
|  | Partid                          | Consilieri | Componența Consiliului | Componența Consiliului | Componența Consiliului | Componența Consiliului | Componența Consiliului |
|  | ------------------------------- | ---------- | ---------------------- | ---------------------- | ---------------------- | ---------------------- | ---------------------- |
|  | Partidul Național Liberal       | 5          |                        |                        |                        |                        |                        |
|  | Partidul Social Democrat        | 5          |                        |                        |                        |                        |                        |
|  | Alianța pentru Unirea Românilor | 2          |                        |                        |                        |                        |                        |
|  | Partidul Puterii Umaniste       | 1          |                        |                        |                        |                        |                        |

### Evoluție istorică
De-a lungul timpului populația comunei a evoluat astfel:
Poieni, Cluj - evoluția demografică

|  | Graficele sunt indisponibile din cauza unor probleme tehnice. Mai multe informații se găsesc la Phabricator și la wiki-ul MediaWiki. |

Date: Recensăminte sau birourile de statistică - grafică realizată de Wikipedia

## Obiective turistice și arii protejate
- Acumularea Drăgan (zonă peisagistică protejată)
- Lunca Vișagului-Valea Drăganului (zonă cinegetică protejată)
- Biserica de lemn din Tranișu
- Defileul Crișului Repede - Pădurea Craiului (sit de importanță comunitară inclus în rețeaua europeană Natura 2000 în România)
- Munții Apuseni - Vlădeasa, arie de protecție specială avifaunistică.
- Vestigiile romane de la Poieni

## Personalități
- Alexandru Dejeu (1923-1958), opozant anticomunist
- Gavril Dejeu (n. 1932), ministru de interne al României în perioada 1996-1999

## Imagini

Tranișu
Biserica de lemn din Tranişu (1850)
Cetatea medievală Bologa
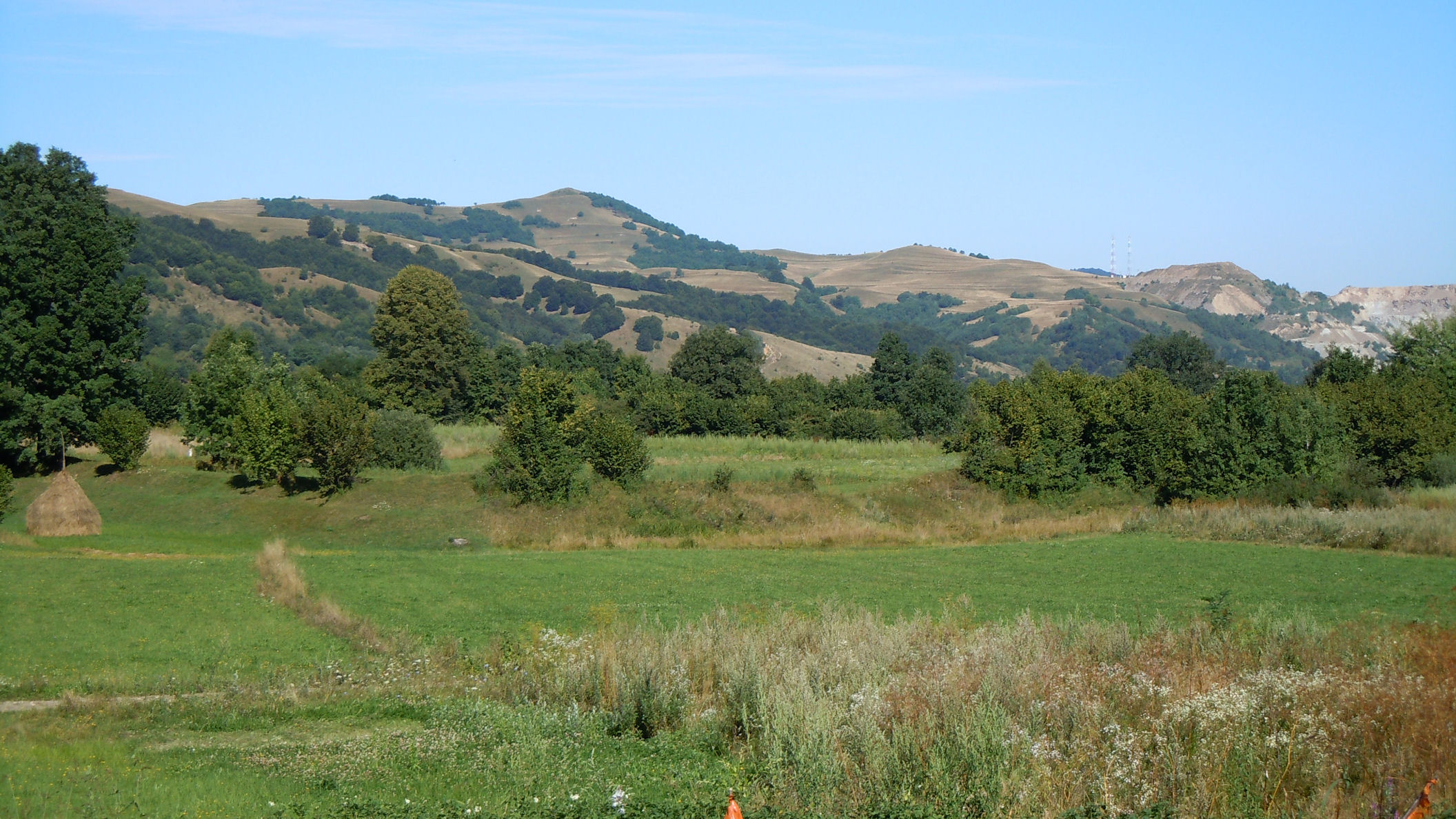
Locul unde se afla castrul antic Bologa
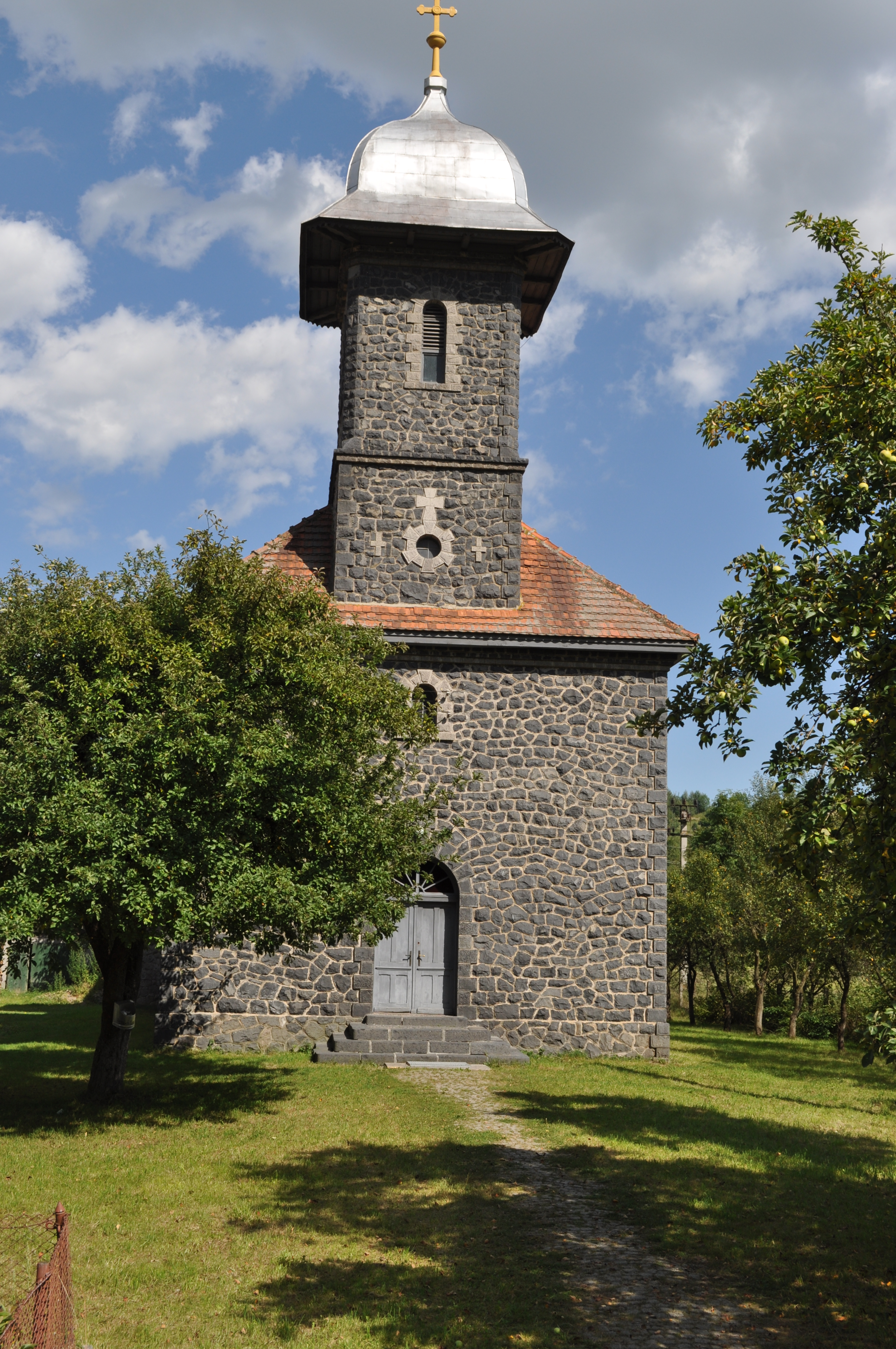
Biserica ortodoxă din Bologa construită între anii 1924-1932
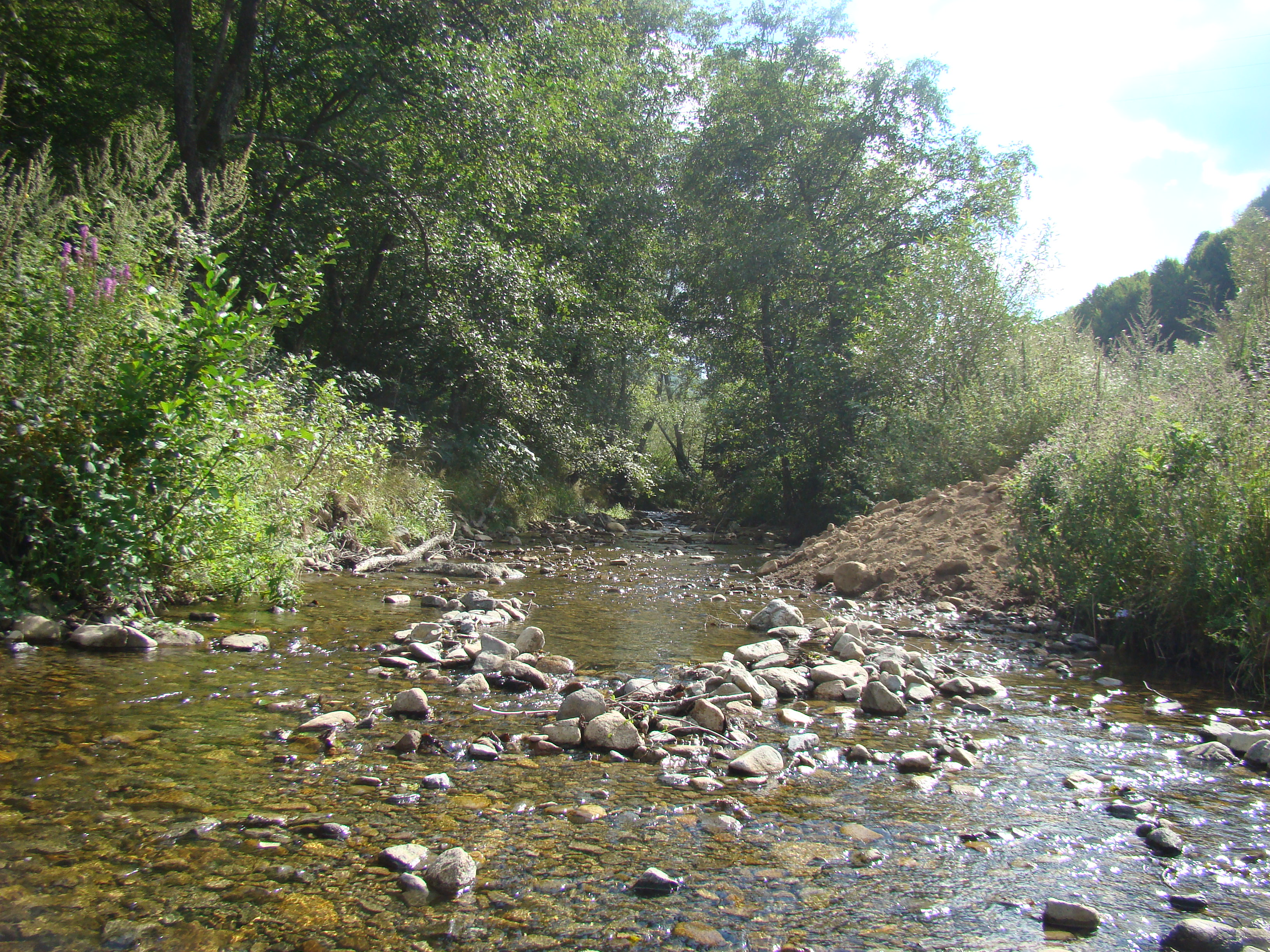
Râul Vișag, Săcuieu
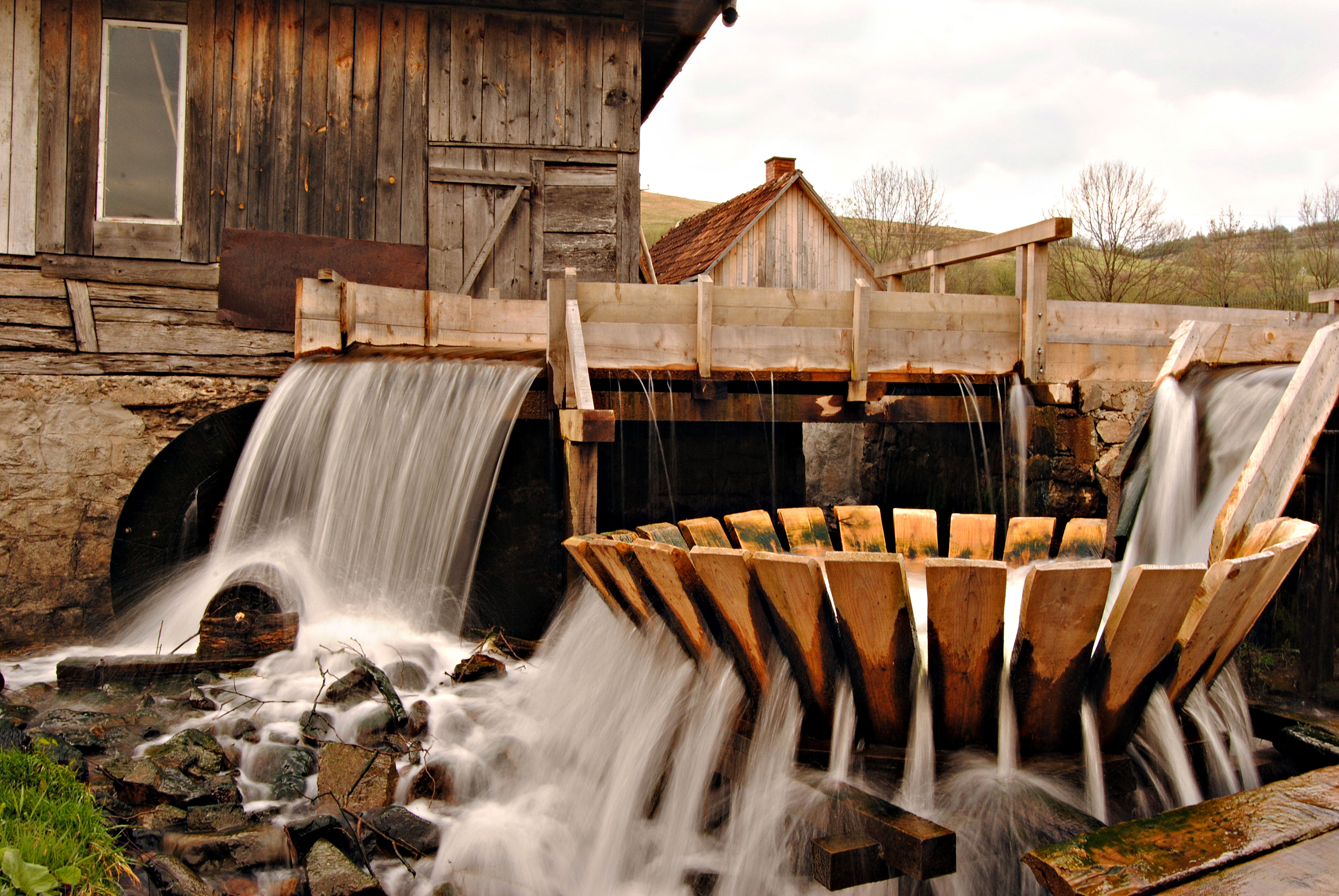
Moara de apă în Bologa
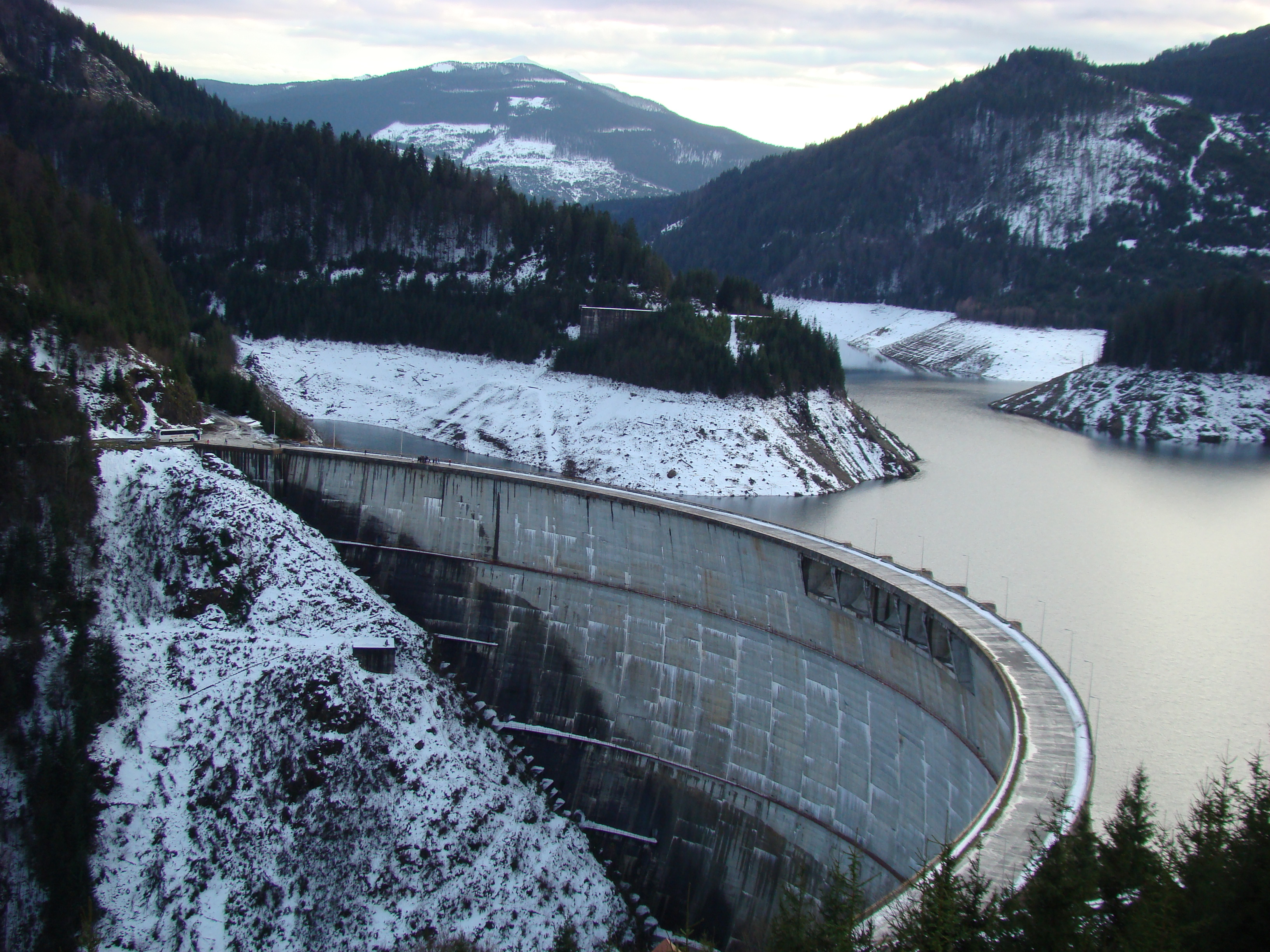
Barajul Floroiu și zona învecinată
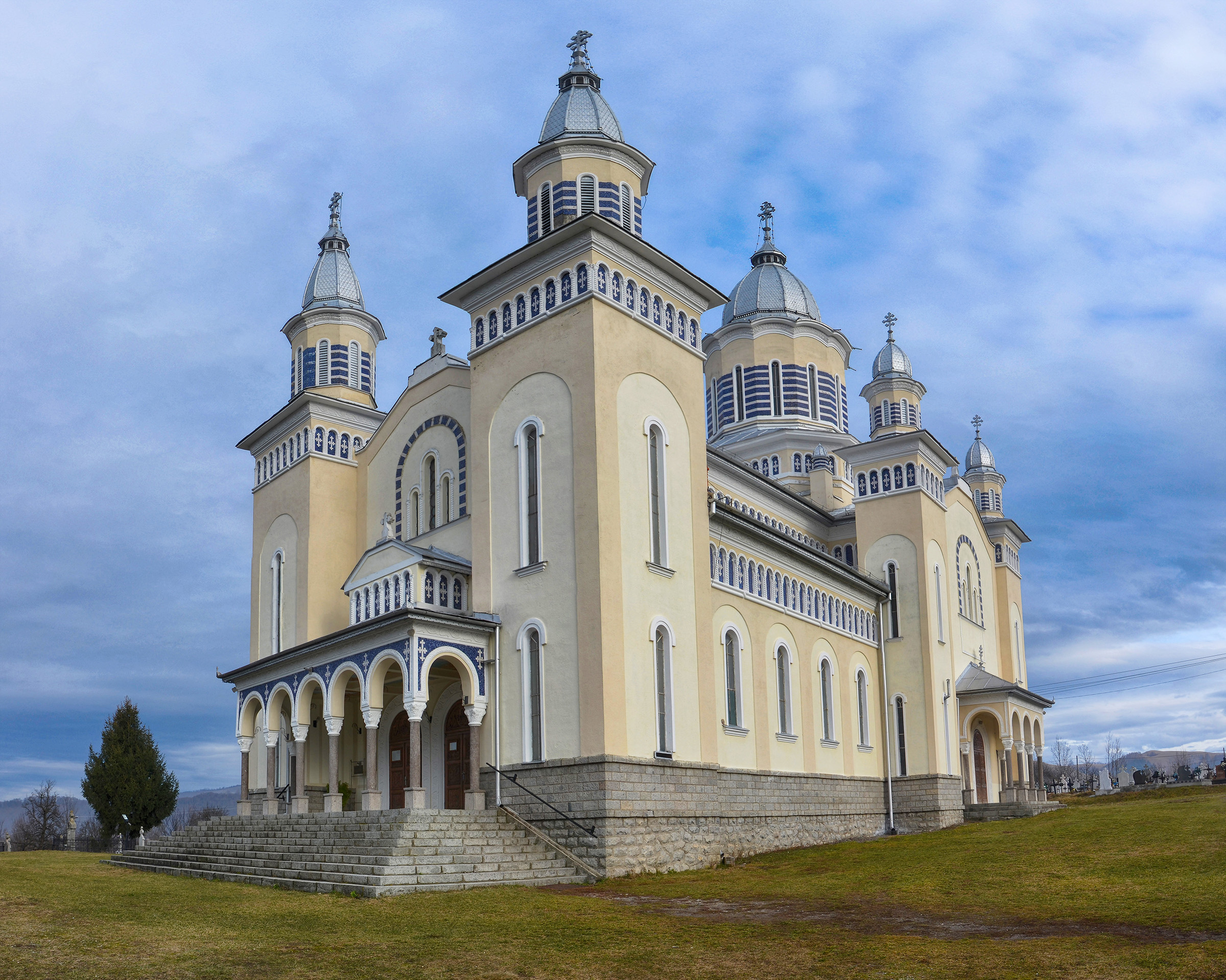
Biserica din Valea Drăganului
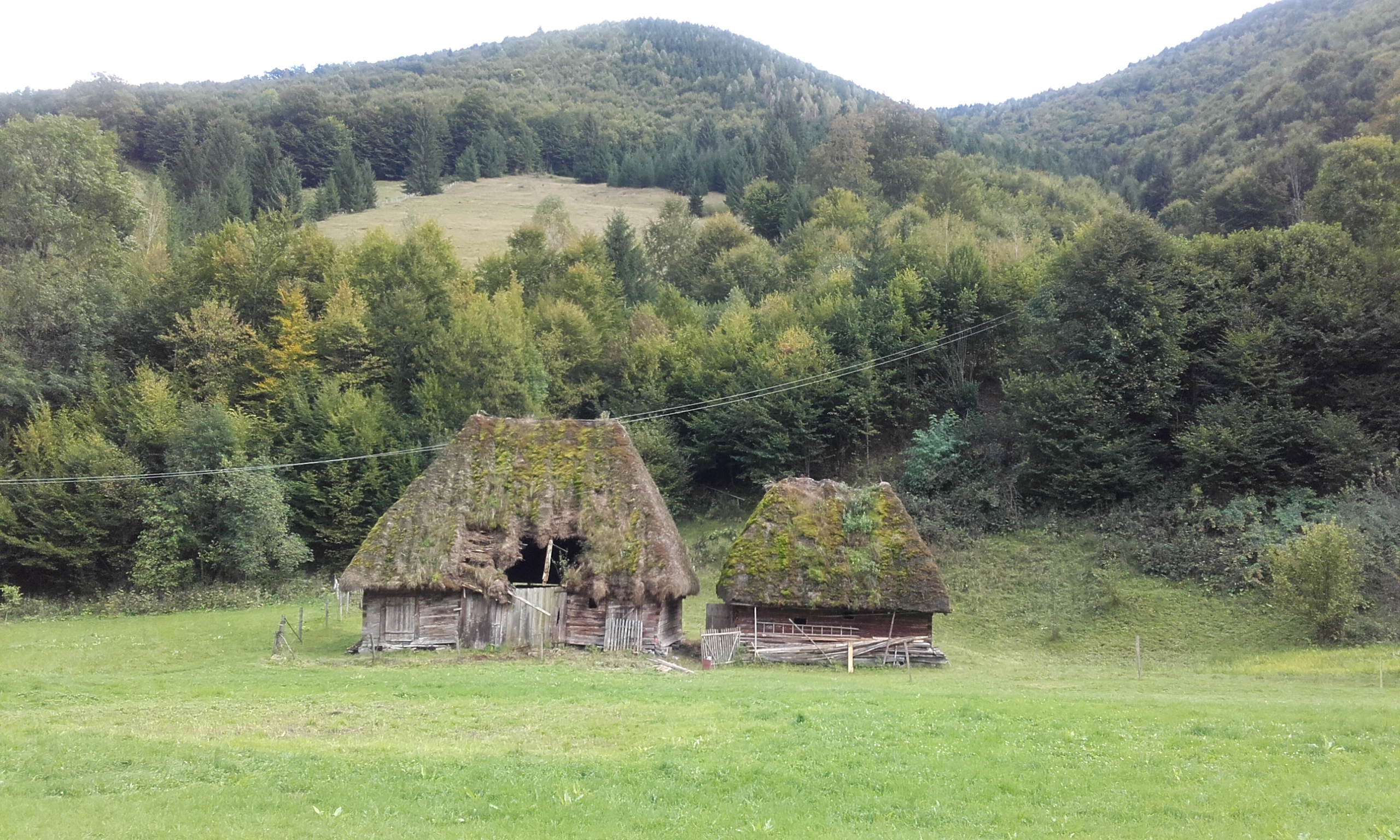
Lunca Vișagului
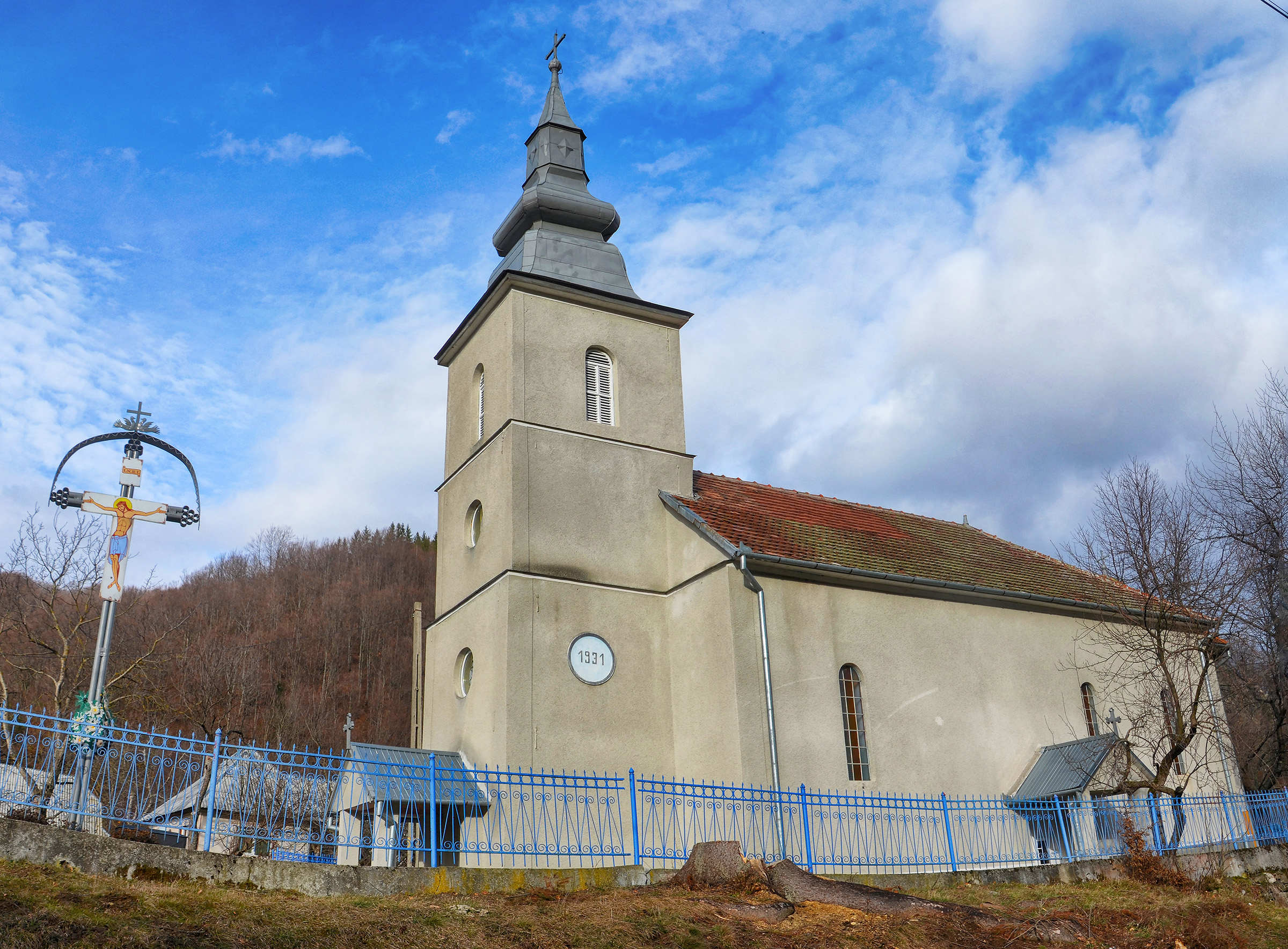
Biserica din satul Lunca Vișagului
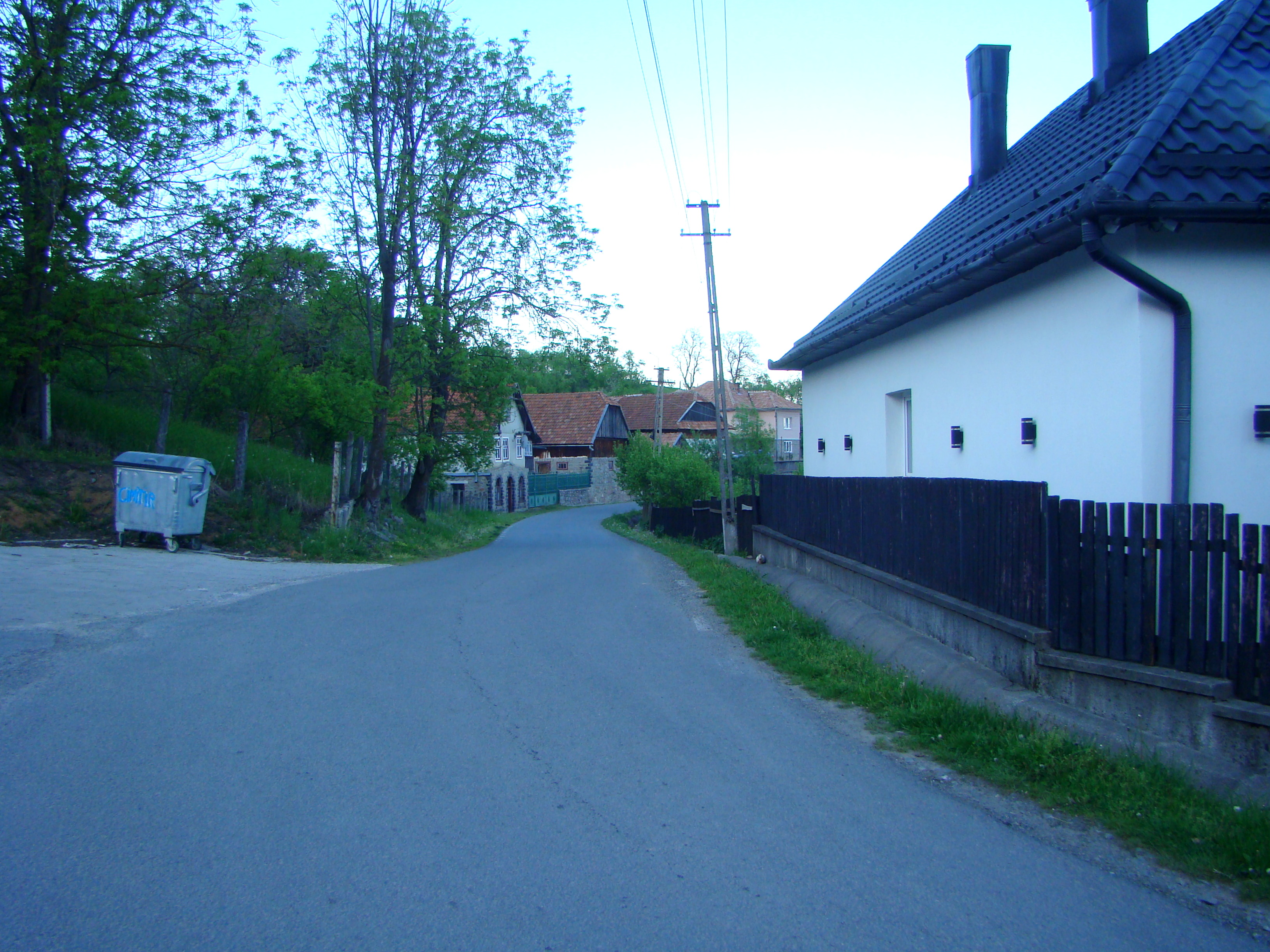
Hodișu
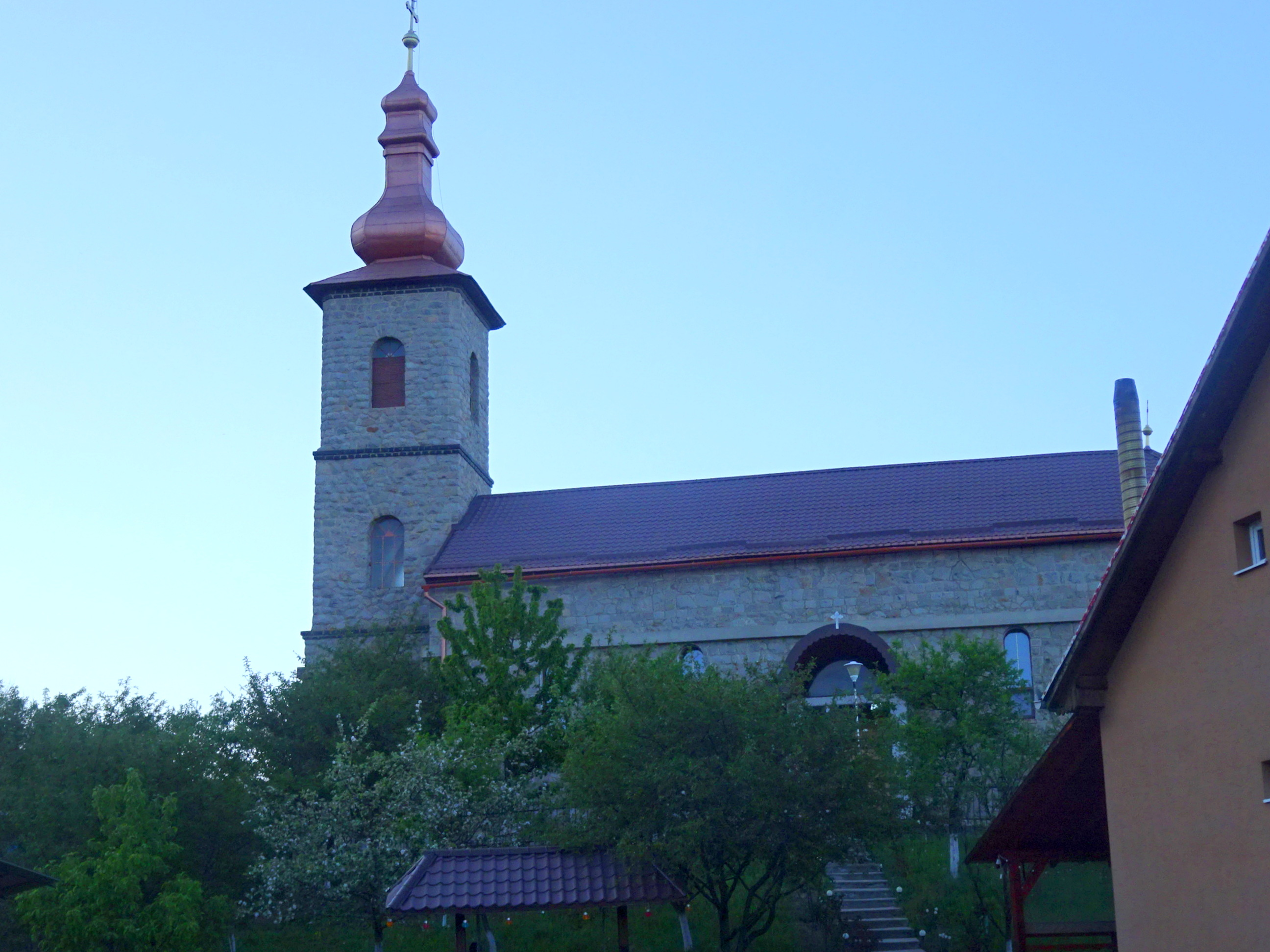
Biserica Înălțarea Sfintei Cruci din Hodișu
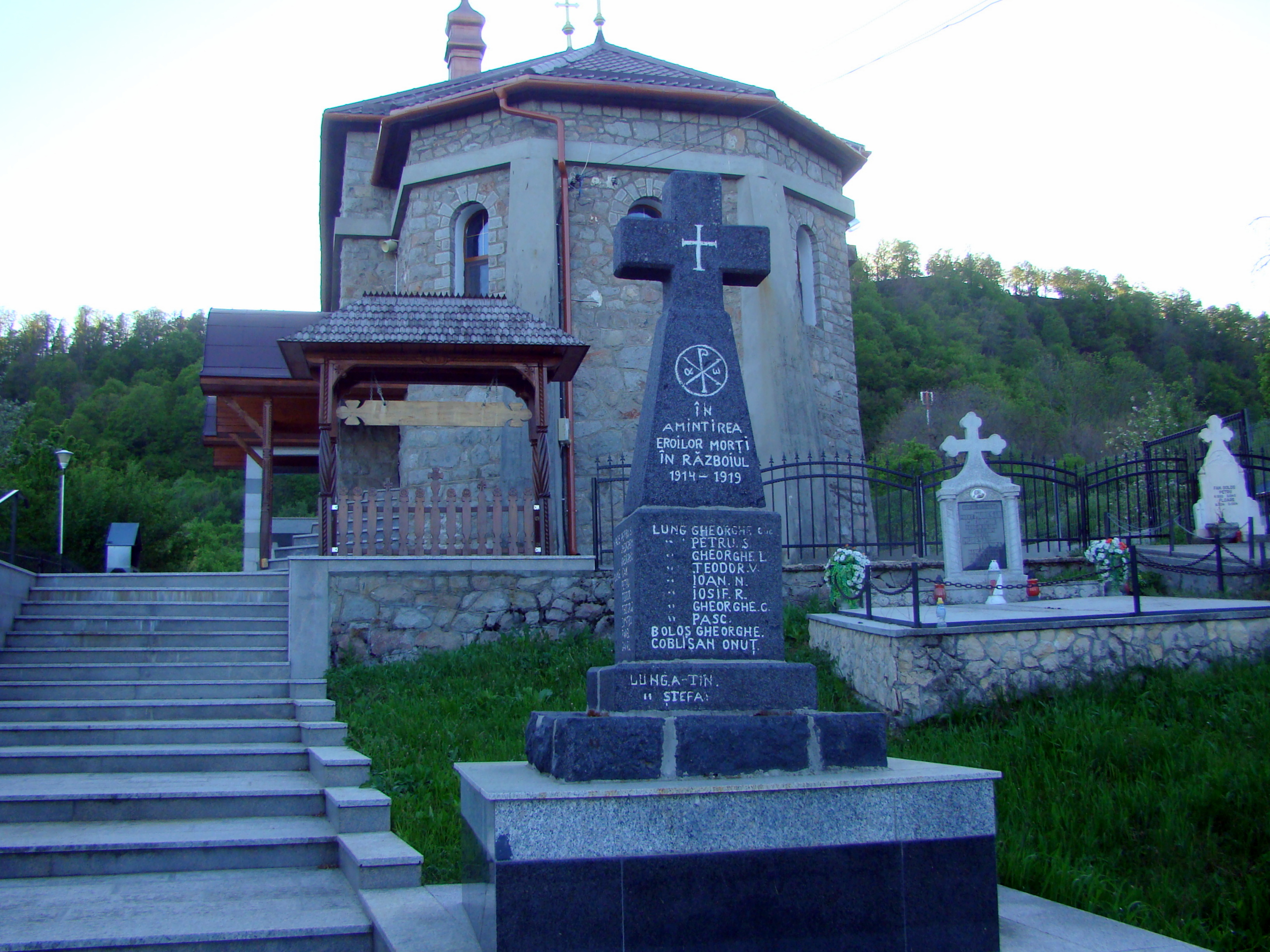
Monumentul eroilor din satul Hodișu
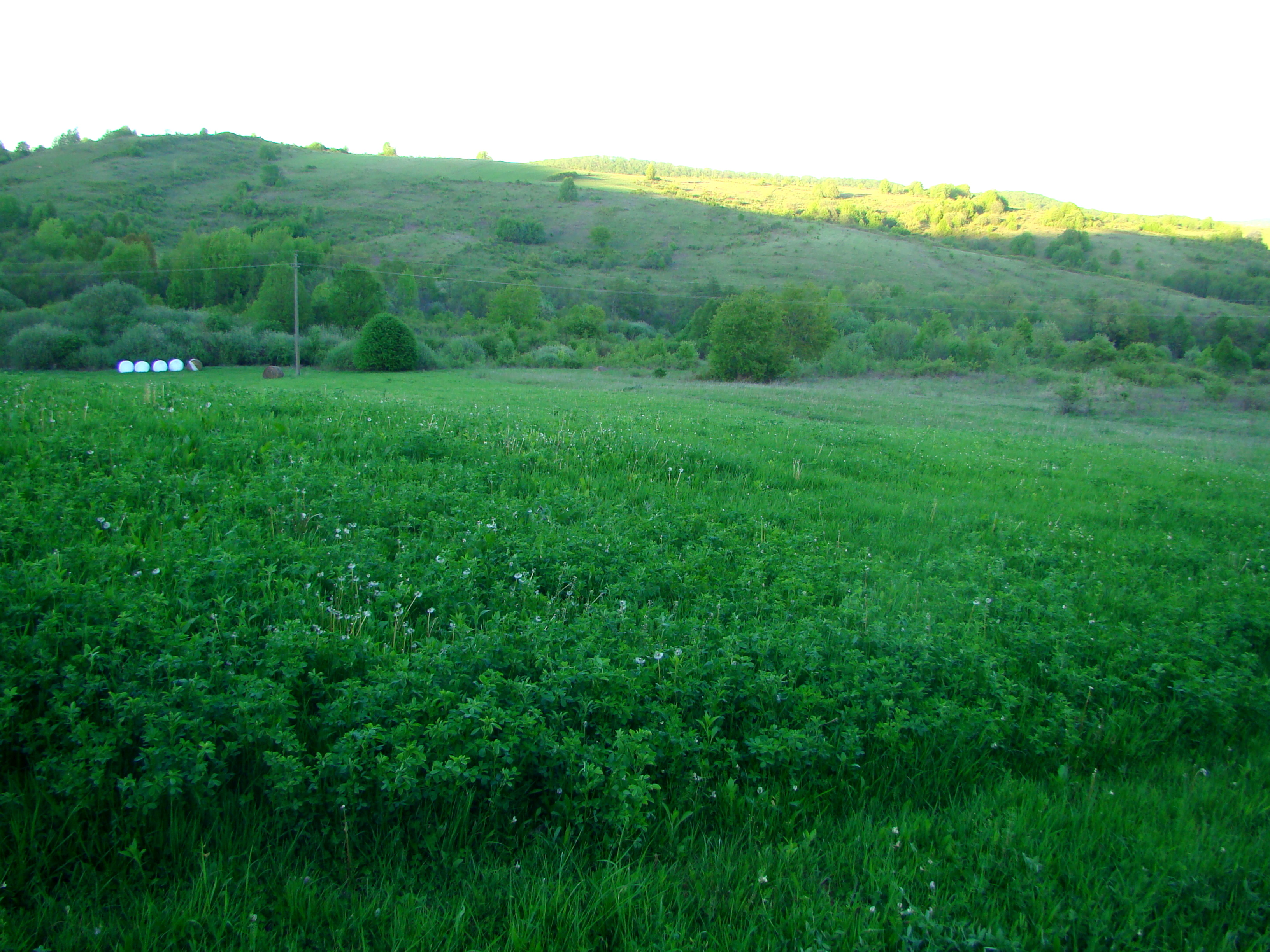
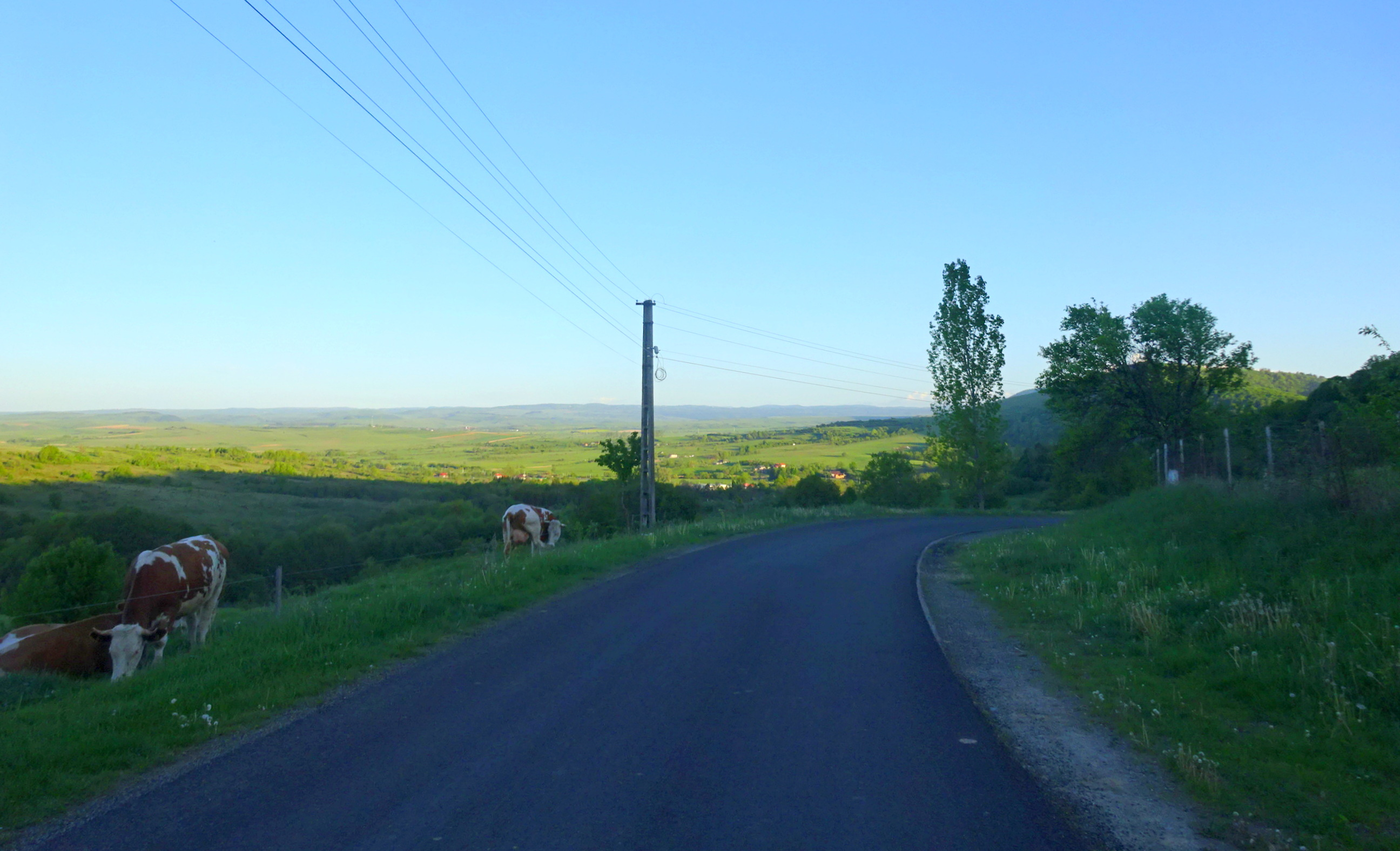
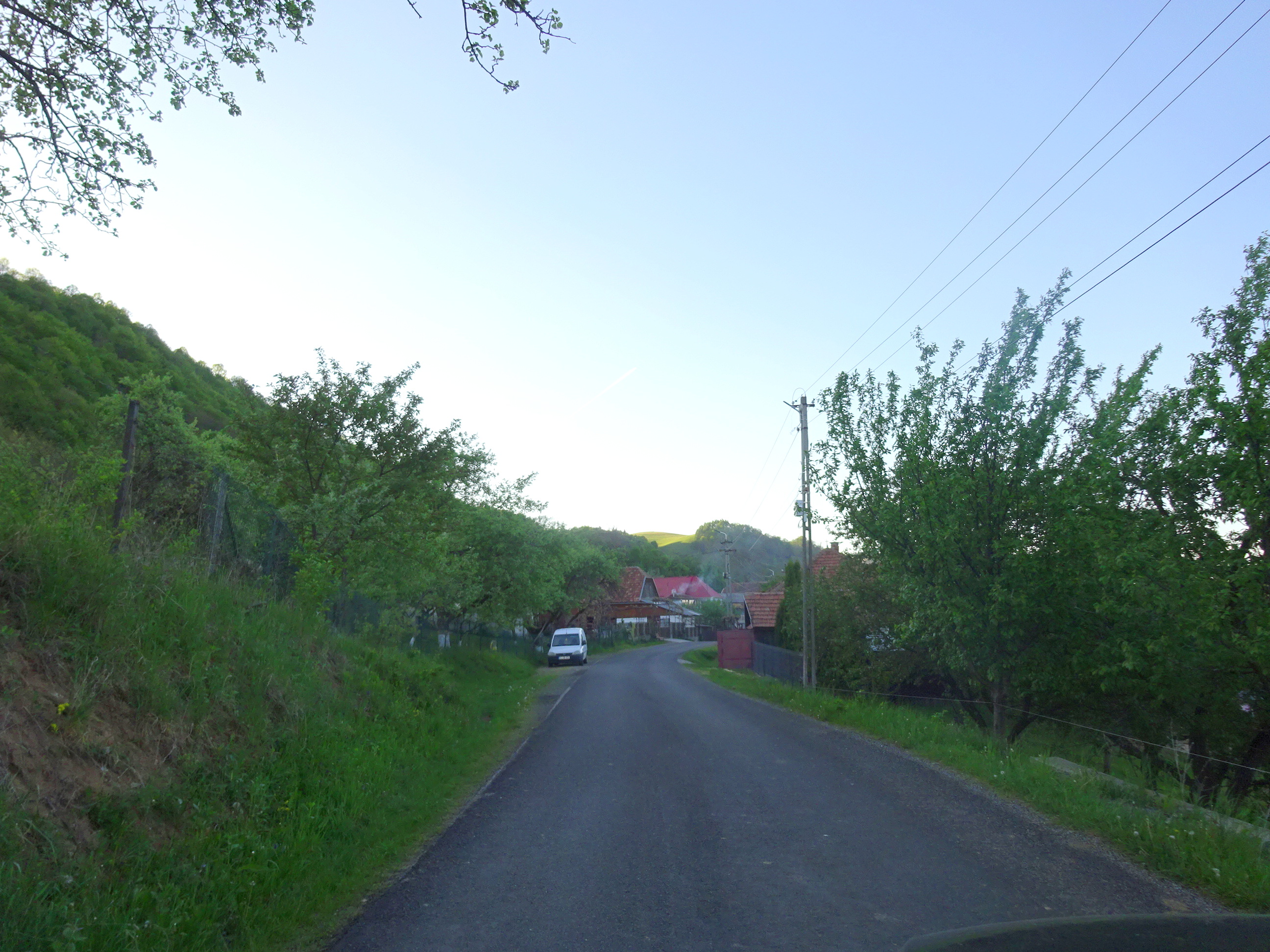
Hodișu
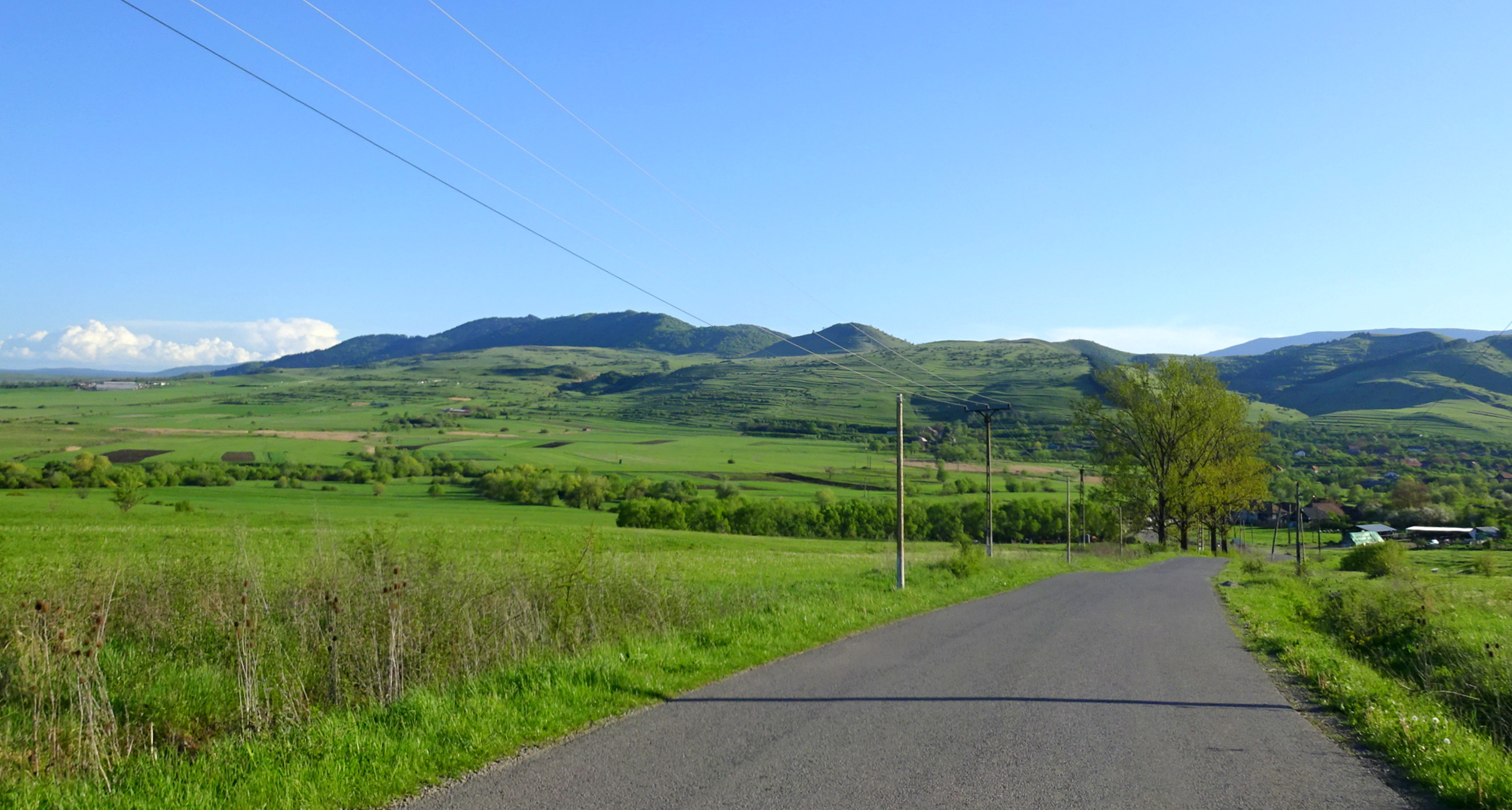
Drumul spre satul Morlaca
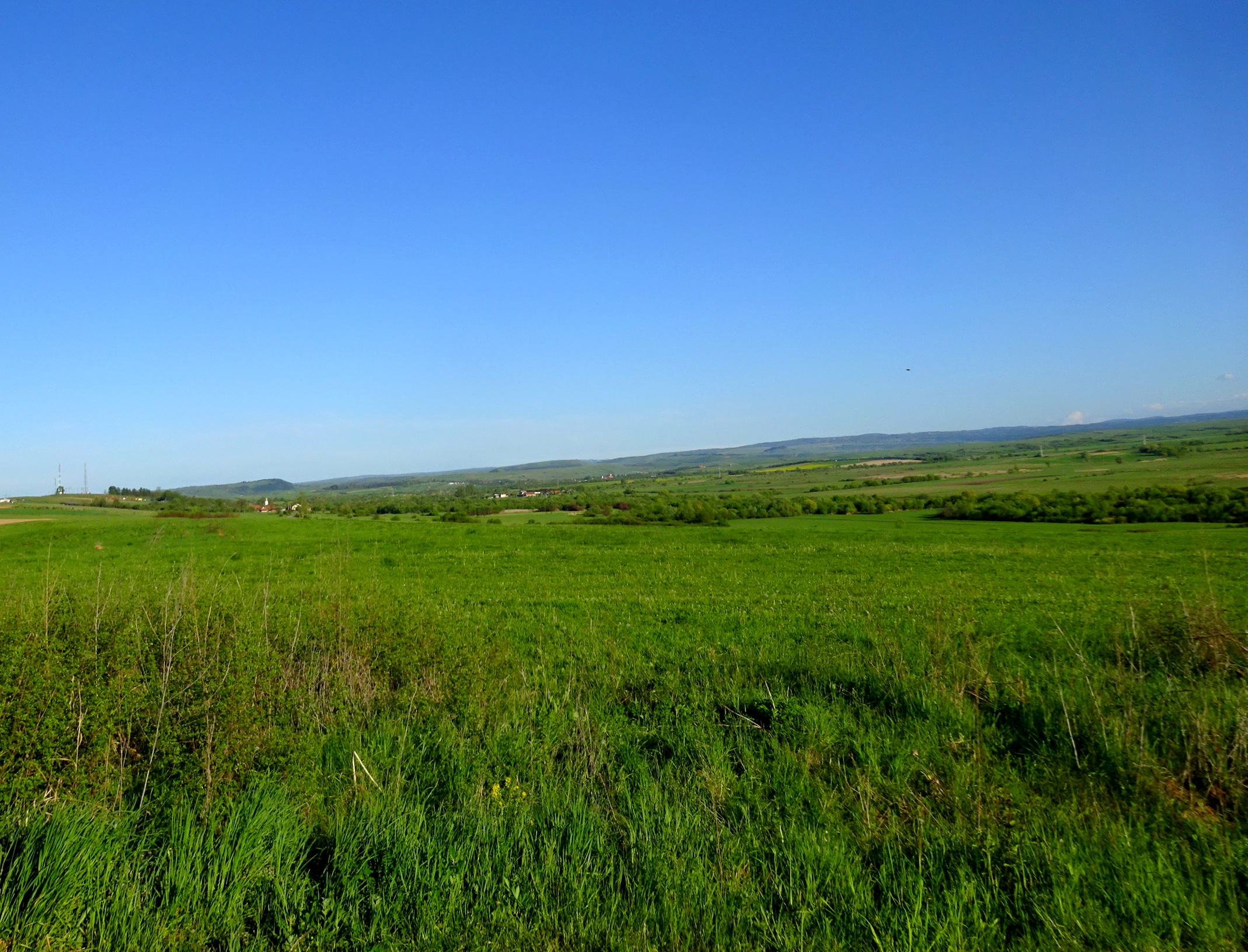
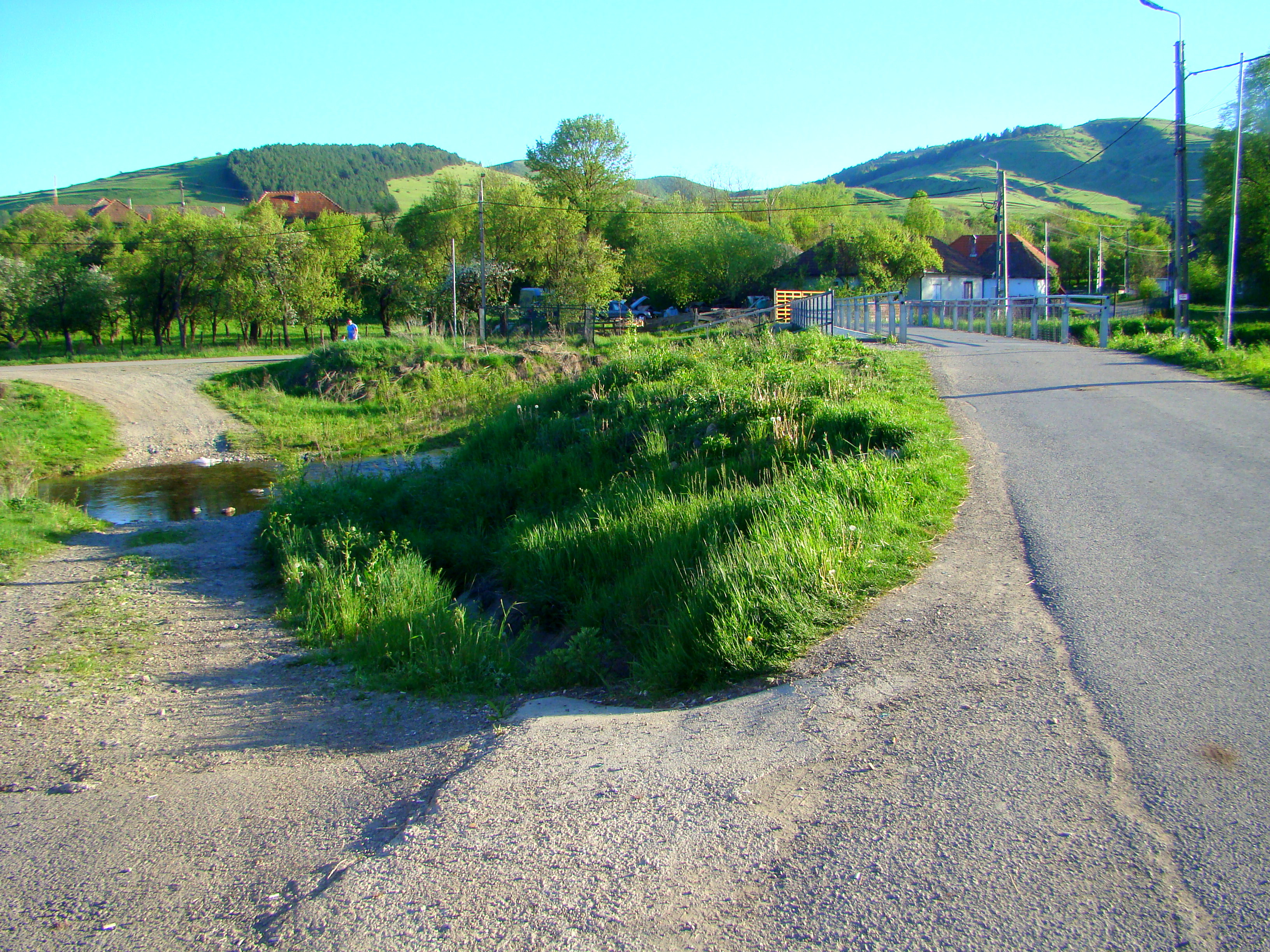
Morlaca
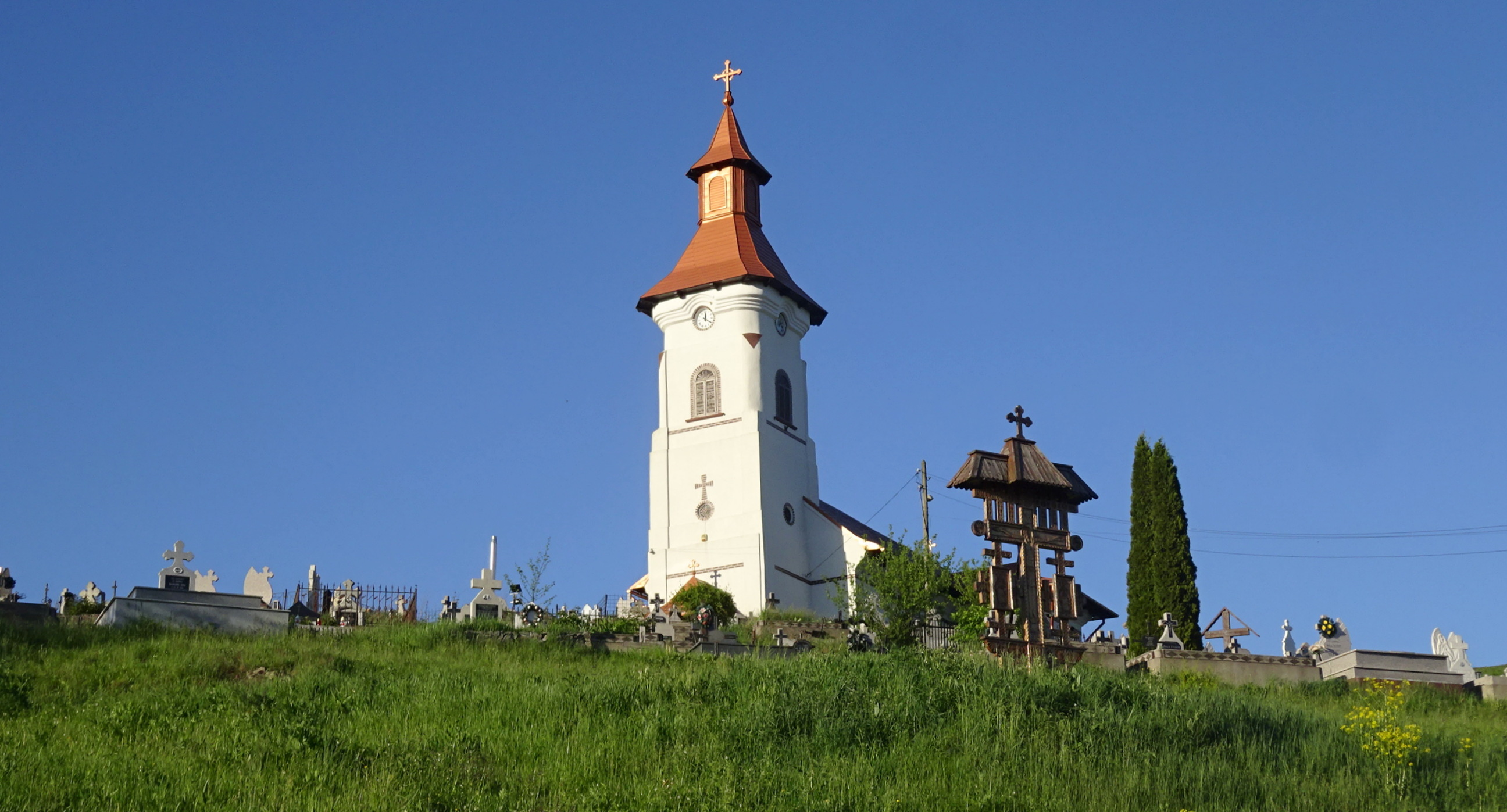
Biserica Sfânta Treime din Morlaca (1837-1838)
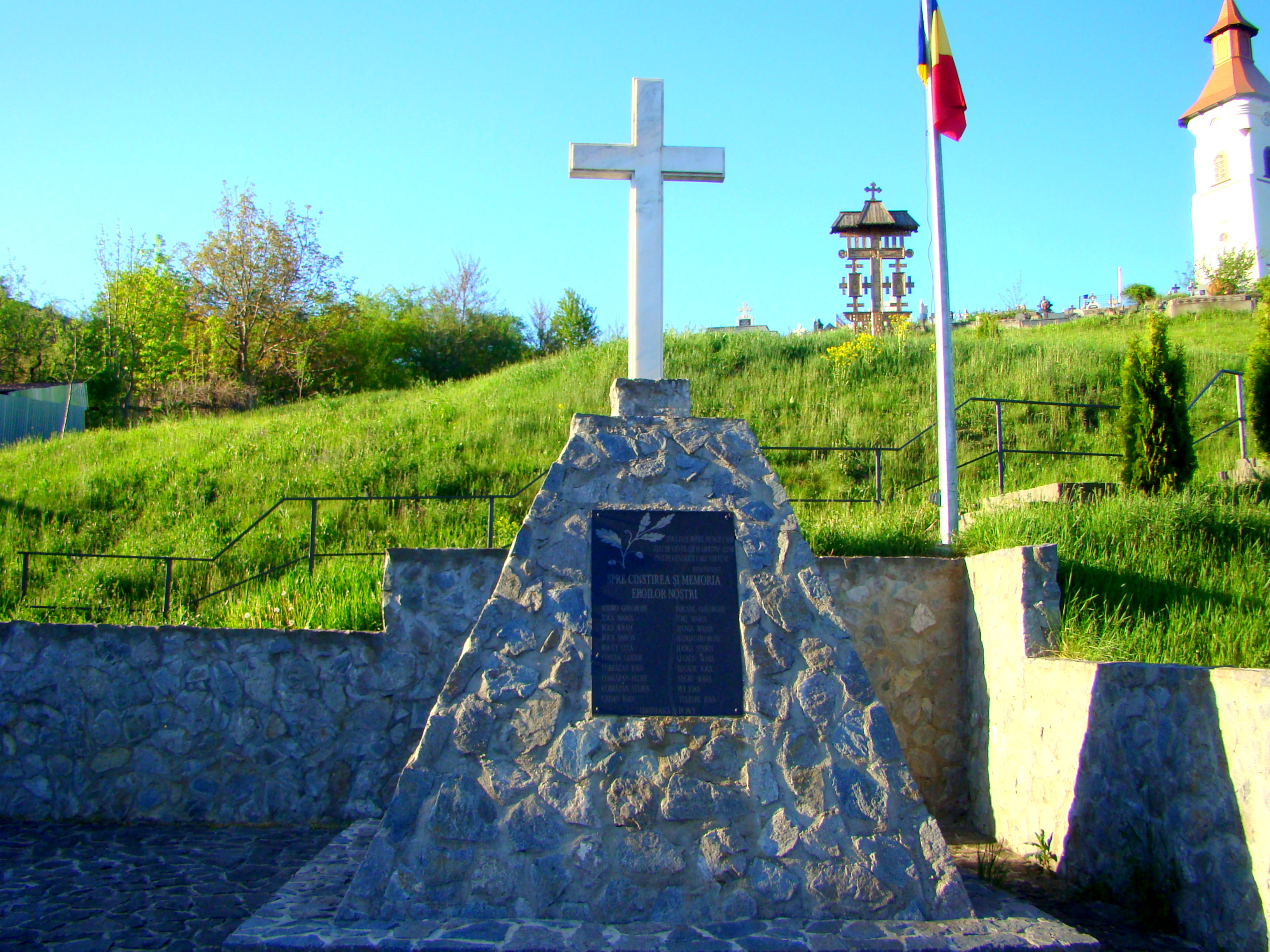
Monumentul eroilor din Morlaca
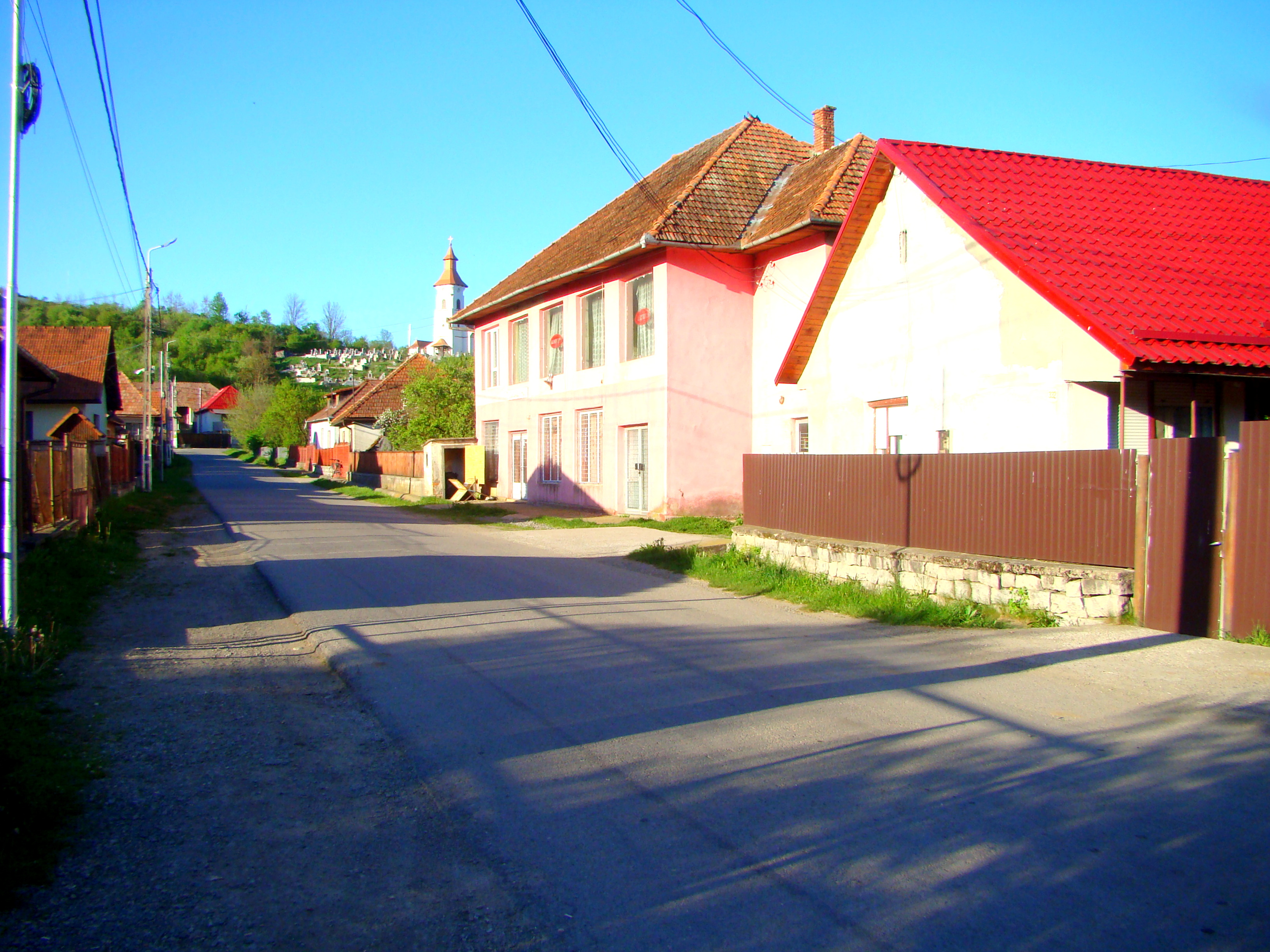
Morlaca